# Joseph Kille
Joseph Kille (* 12. April 1790 bei Bridgeport, Gloucester County, New Jersey; † 1. März 1865 in Salem, New Jersey) war ein US-amerikanischer Politiker. Zwischen 1839 und 1841 vertrat er den Bundesstaat New Jersey im US-Repräsentantenhaus.

## Werdegang
Joseph Kille erfuhr eine akademische Ausbildung, zog dann nach Salem und war zwischen 1822 und 1829 als Sheriff Polizeichef im Salem County. Von 1829 bis 1839 war er als Clerk bei der Verwaltung dieses Bezirks angestellt. Politisch war er Mitglied der Demokratischen Partei.
Bei den Kongresswahlen des Jahres 1838 unterlag Kille zunächst dem Amtsinhaber John Patterson Bryan Maxwell. Da dieser aber im Kongress nicht zugelassen wurde, wurde Kille zum Wahlsieger erklärt. Zwischen dem 4. März 1839 und dem 3. März 1841 konnte er eine Legislaturperiode im US-Repräsentantenhaus in Washington, D.C. absolvieren. Über Killes Leben nach seinem Ausscheiden aus dem Kongress ist wenig bekannt. Im Jahr 1856 war er Abgeordneter in der New Jersey General Assembly. Er starb am 1. März 1865 in Salem, wo er auch beigesetzt wurde.